# 1988 GZ
1988 GZ är en asteroid i huvudbältet, som upptäcktes 9 april 1988 av den danska astronomen Poul Jensen vid Brorfelde-observatoriet.
Den har den diameter på ungefär 16 kilometer.